# Gino Menozzi
Gino Menozzi (Rio Saliceto, 25 giugno 1930) è un ex calciatore italiano, di ruolo portiere.

## Carriera
Cresciuto nella Reggiana e nel Salsomaggiore, a partire dal 1951 disputa cinque campionati con il Parma, raggiungendo la promozione in Serie B al termine della stagione 1953-1954 e totalizzando 57 presenze nei due anni successivi in serie cadetta.
In seguito gioca per altri due anni in Serie B con la maglia del Catania disputando 34 gare.

## Palmarès

### Club

#### Competizioni nazionali
- Serie C: 1

Parma: 1953-1954